# 小蓮古墳
小蓮古墳（こはすこふん）は、高知県南国市岡豊町小蓮にある古墳。高知県指定史跡に指定されている。
朝倉古墳（高知市朝倉）・明見彦山1号墳（南国市明見）と合わせて「土佐三大古墳」と総称される。

## 概要
| 須恵器型式     | 特徴                          | 主な古墳     | 主な古墳                                                         |
| 須恵器型式     | 特徴                          | 盟主墳       | その他                                                           |
| -------------- | ----------------------------- | ------------ | ---------------------------------------------------------------- |
| TK10新相 -TK43 | 明見3号型石室導入             |              | 明見彦山3号墳 長畝4号墳 蒲原山東1・2号墳                         |
| TK43           | 舟岩型石室導入                | 伏原大塚古墳 |                                                                  |
| TK209          | 舟岩型石室普及 風水的選地導入 | 小蓮古墳     | 舟岩1・3・8号墳 明見彦山1号墳 一宮大塚古墳 三ツ塚下古墳 新改古墳 |
| TK217          | 角塚型石室導入                | 朝倉古墳     |                                                                  |

南国市西部、比江山断層線の南斜面ふもとで標高20メートルほどの地に築造された古墳である。1972年（昭和47年）に墳丘測量調査・石室実測調査・石室発掘調査が実施されたほか、近年では2004年度（平成16年度）に石室3次元デジタル計測が実施されている。
現状の墳形は楕円形で（築造当初の墳形は不明）、長径（南北）28メートル・短径（東西）22メートル・高さ7.13メートルを測り、後世に一部が削平されている。埋葬施設は両袖式の横穴式石室で、南西方向に開口する（明治時代からすでに開口していたという）。玄室・羨道を含めた石室全長は10.8メートルを測り、高知県下では最大規模になる。発掘調査では、副葬品として金銅製中空玉・金環・鉄刀子・鉄鏃・鉇・馬貝（辻金具・轡など）・須恵器（坏・蓋・直口蓋・直口壺など）が検出されている。
築造時期は、古墳時代後期の6世紀後半頃と推定される。一帯では特大型の石室になることから、高知平野における盟主墳に位置づけられる古墳になる。
古墳域は1953年（昭和28年）に高知県指定史跡に指定されている。

## 遺跡歴
- 1953年（昭和28年）1月29日、高知県指定史跡に指定[6]。
- 1972年（昭和47年）、墳丘測量調査・石室実測調査・石室発掘調査[1]。
- 2005年（平成17年）2月10-18日、石室3次元デジタル計測（高知大学人文学部考古学研究室、2006年に報告）[1]。

## 埋葬施設

石室俯瞰図

石室展開図

埋葬施設としては両袖式横穴式石室が構築されており、南西方向に開口する。石室の規模は次の通り。
- 石室全長：10.75メートル
- 玄室：長さ7.50メートル、幅1.95メートル（奥壁付近）・2.18メートル（玄門付近）、高さ2.85メートル（奥壁付近）・2.84メートル（玄室中央付近）・2.56メートル（玄門付近）
- 羨道：長さ3.25メートル、幅1.43メートル、高さ1.85メートル

玄室の床面には割石を敷く。

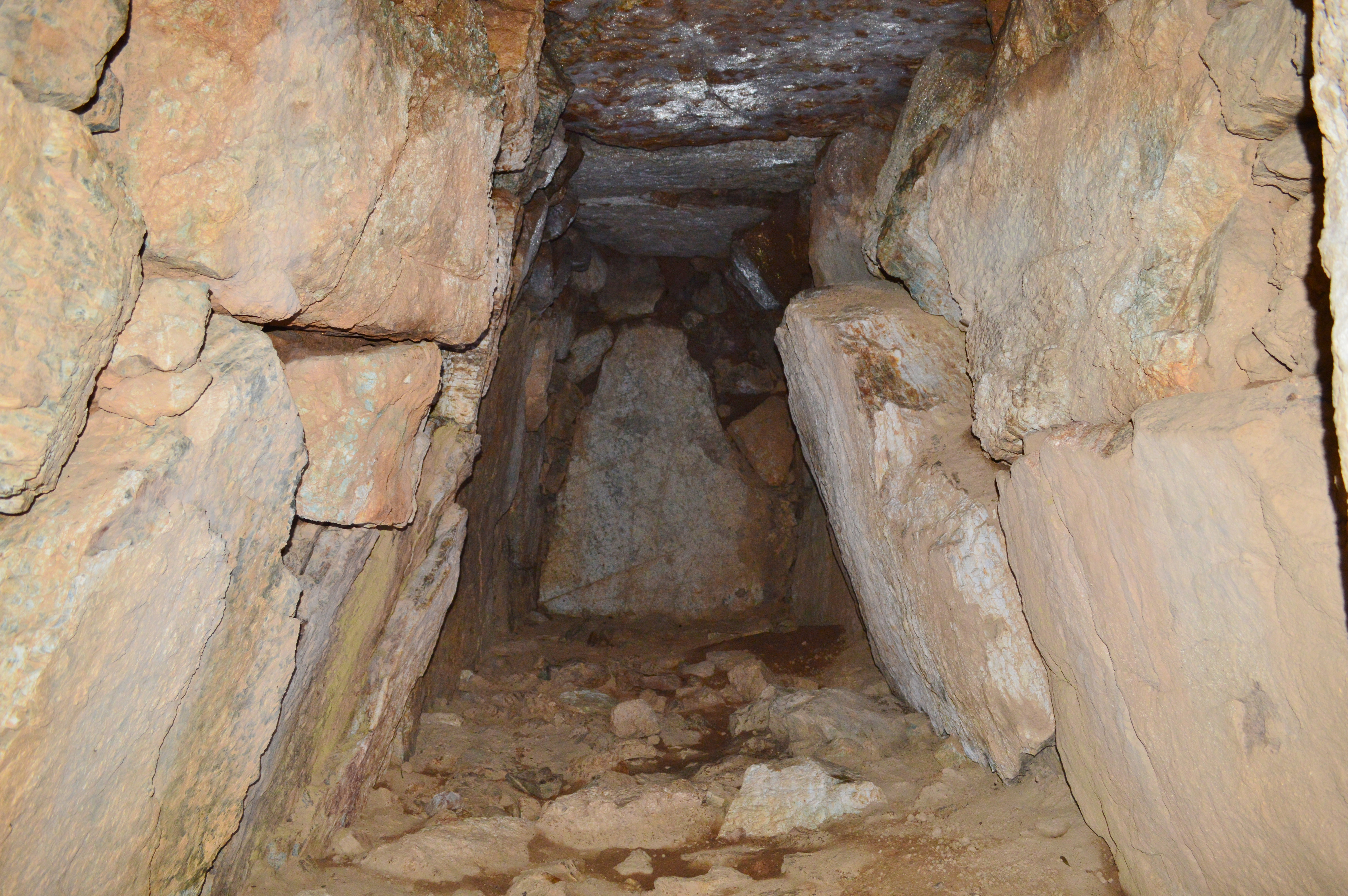
玄室（奥壁方向）
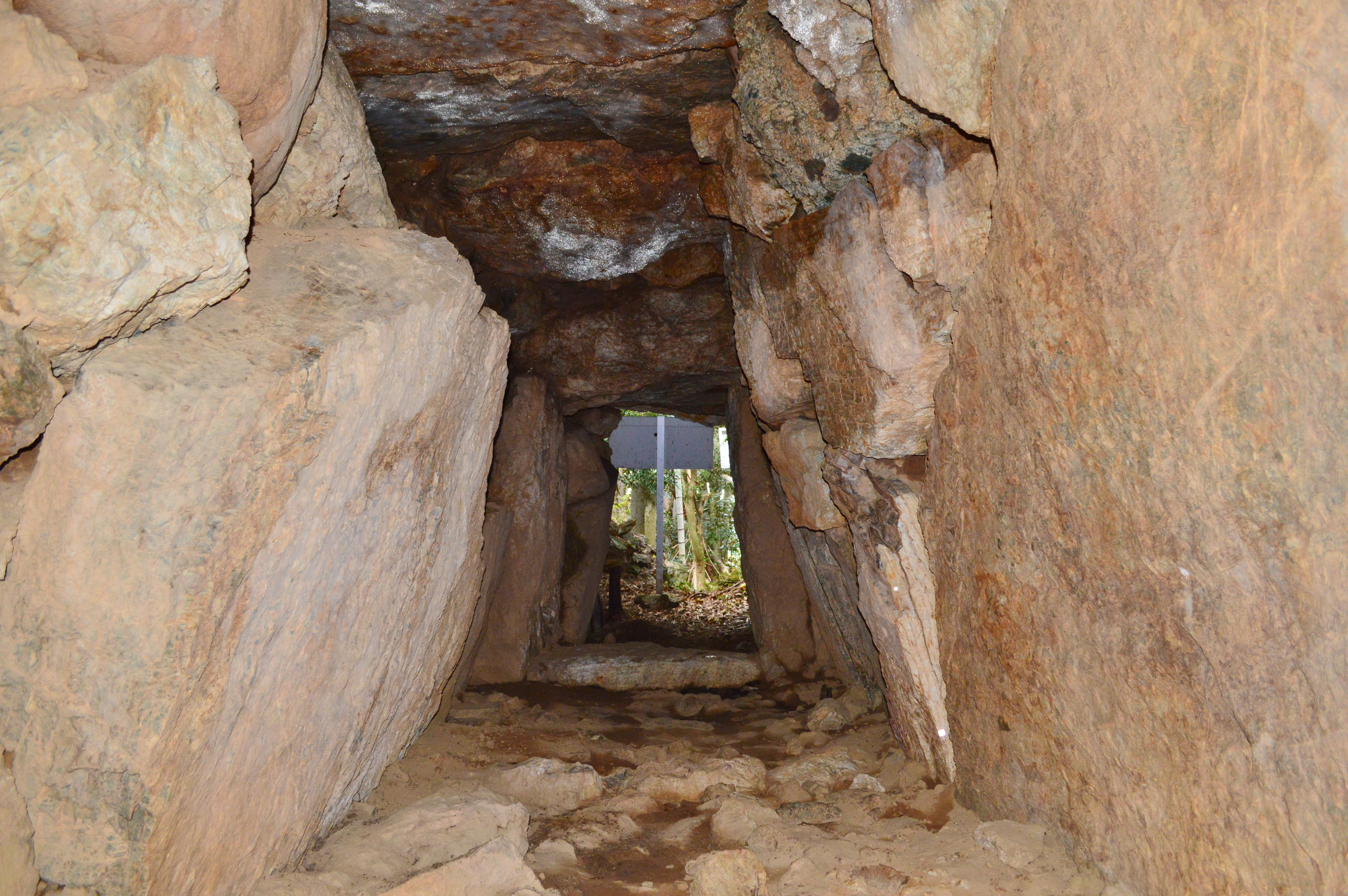
玄室（羨道方向）
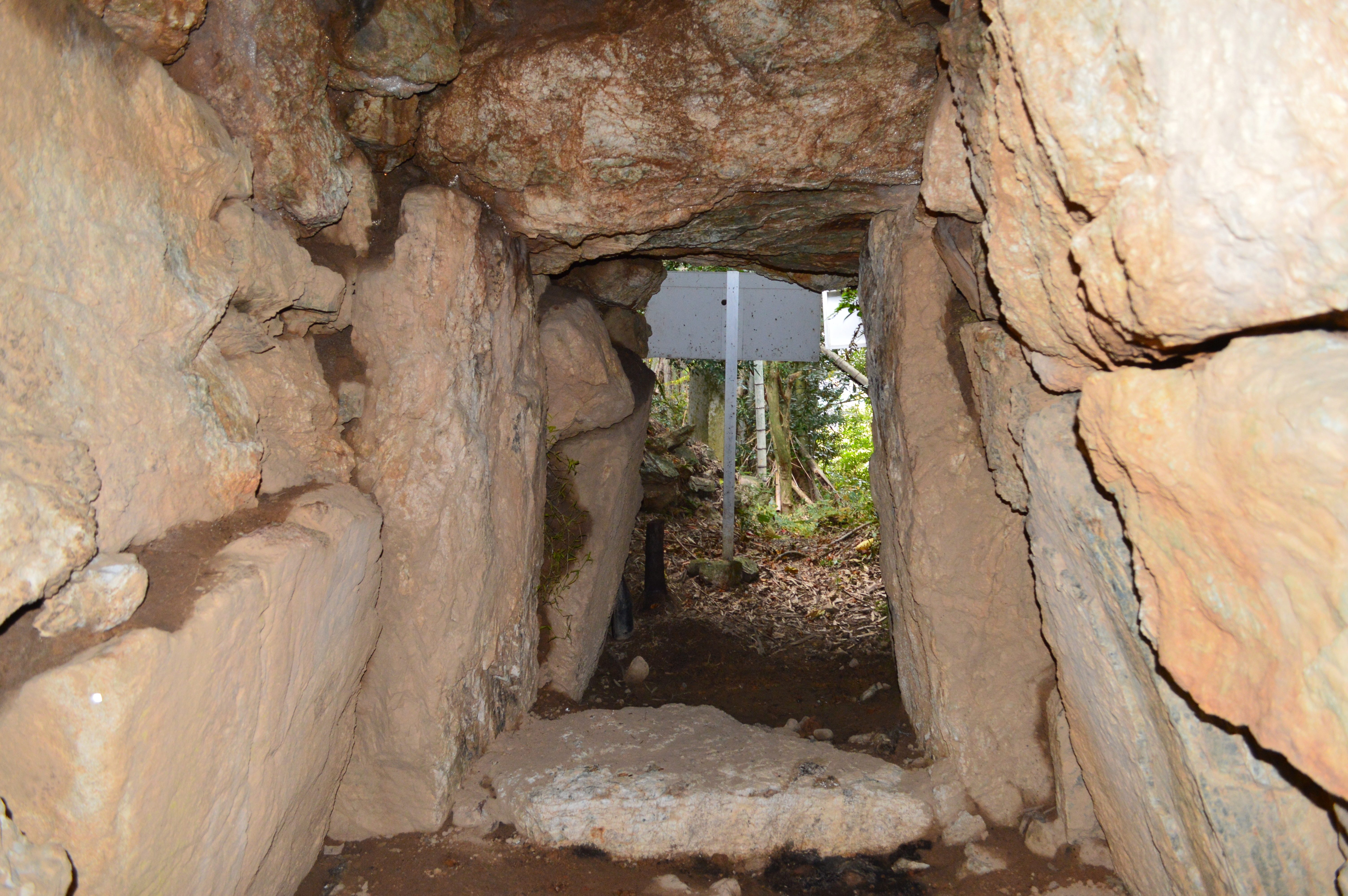
玄門（羨道方向）
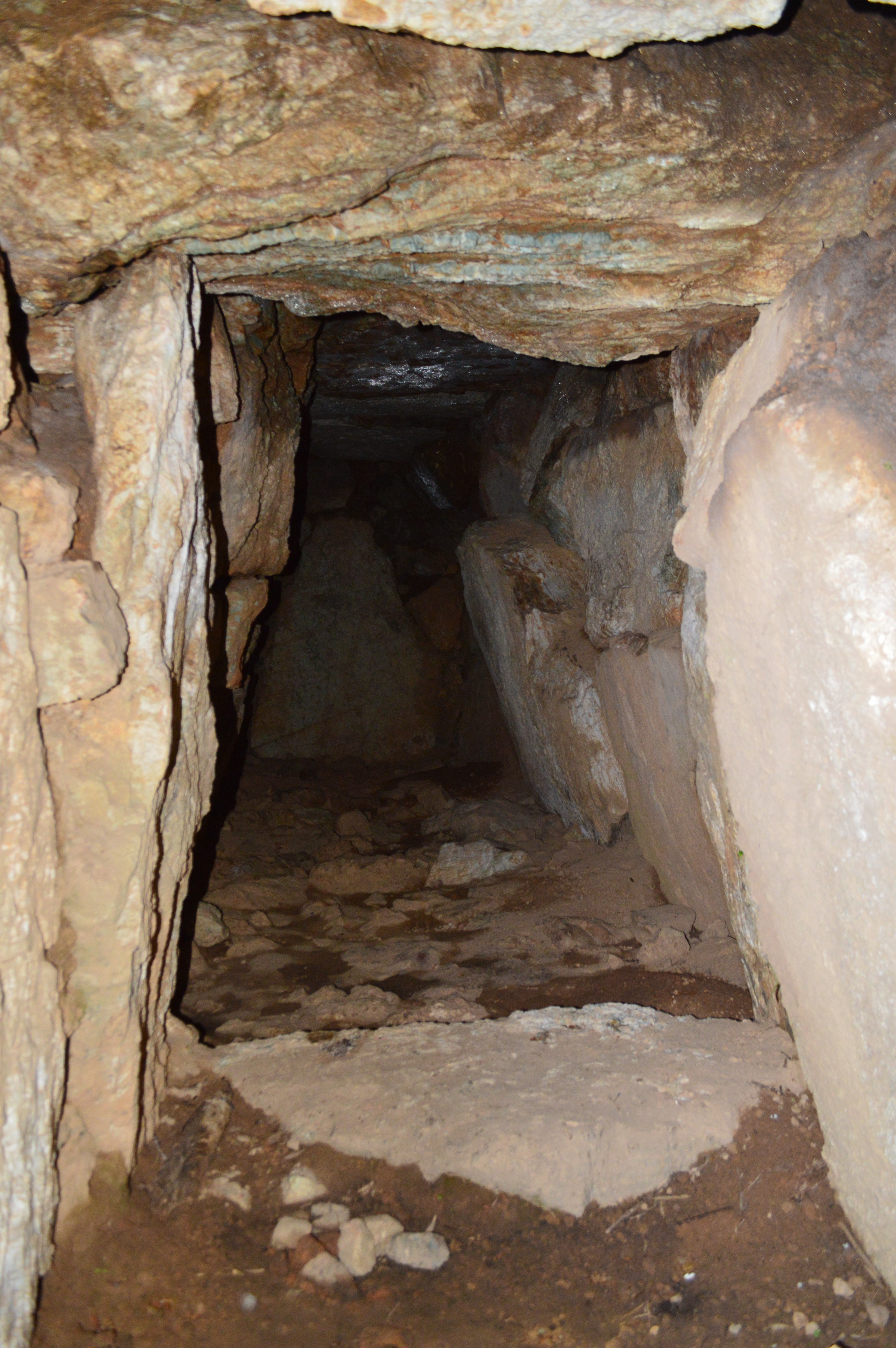
羨道（玄室方向）
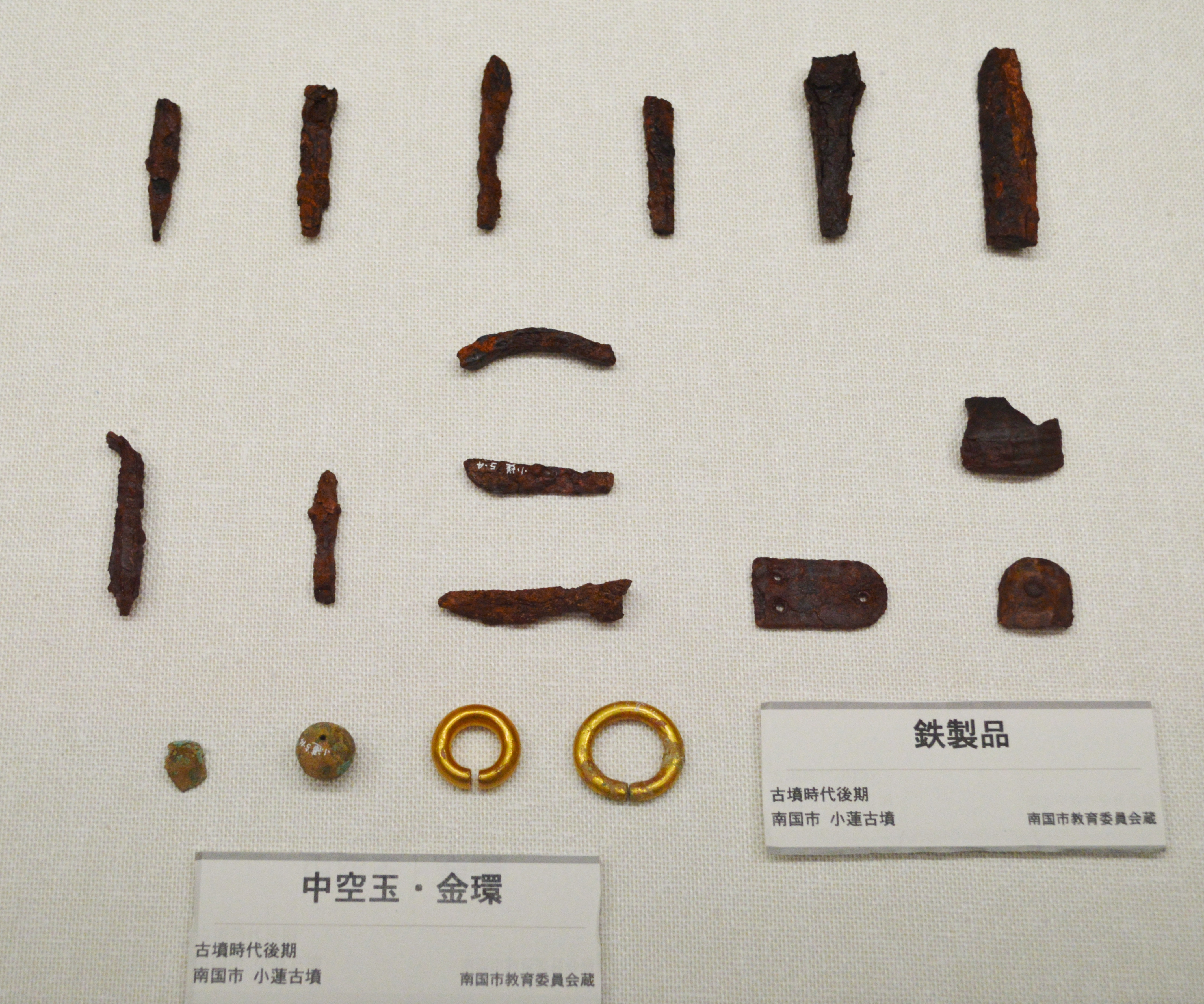
出土品 高知県立歴史民俗資料館展示。
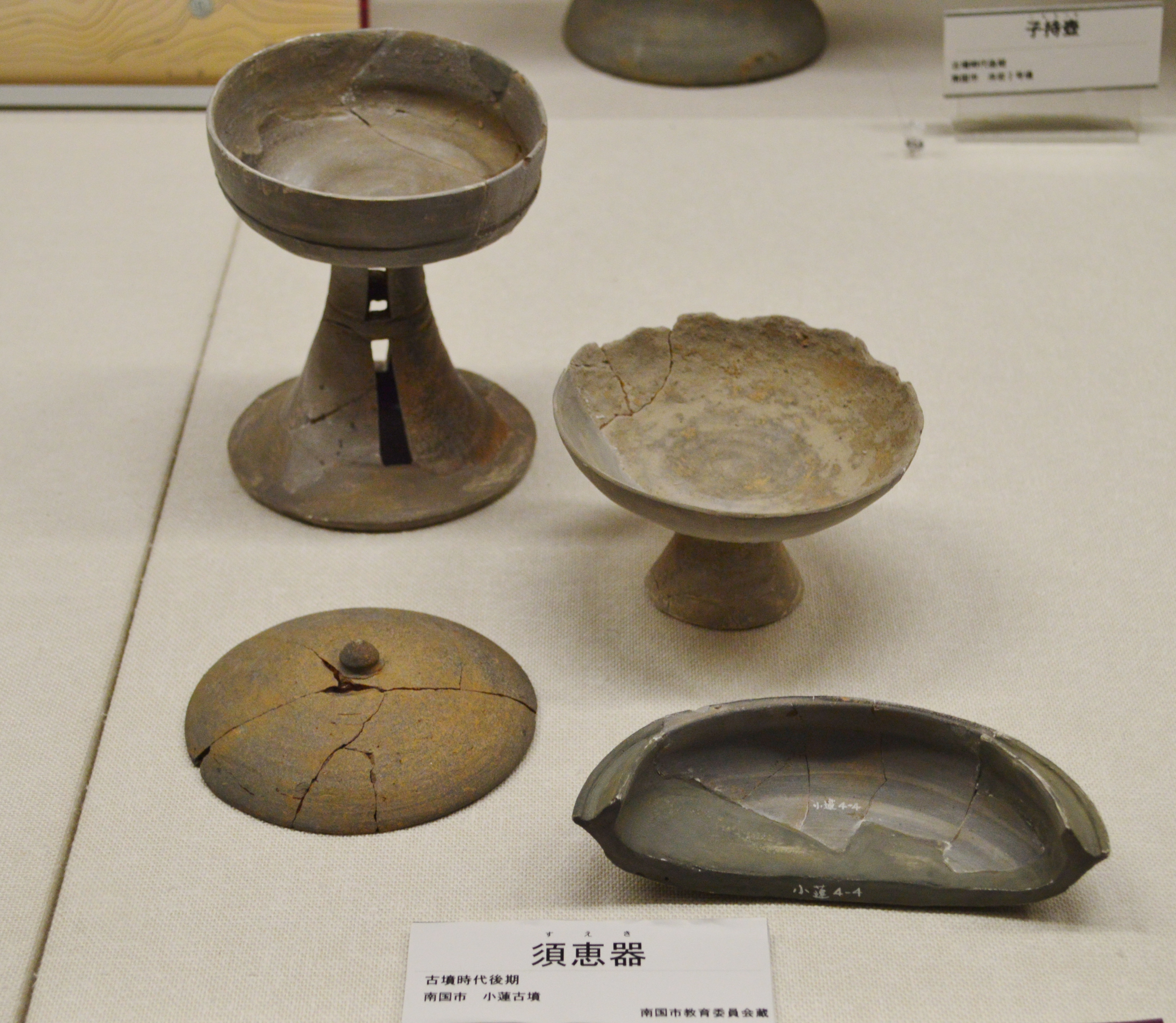
出土須恵器 高知県立歴史民俗資料館展示。

## 文化財

### 高知県指定文化財
- 史跡
  - 小蓮古墳 - 1953年（昭和28年）1月29日指定[6]。

## 関連施設
- 高知県立歴史民俗資料館（南国市岡豊町八幡） - 小蓮古墳の出土品を保管・展示。